# Mozaika (radziecki zespół muzyczny)
Mozaika (ros. Мозаика) – radziecki zespół rockowy grający w latach 1969–1990. Grupę założyli studenci Uniwersytetu Moskiewskiego w roku 1969. 

## Skład zespołu
- Wiaczesław Malezhik (ros. Вячеслав Малежик) – wokal, gitara
- Jarosław Kesler (ros. Ярослав Кеслер) – bass
- Walery Habazin (ros. Валерий Хабазин) – gitara
- Aleksandr Zhestyriev (ros. Александр Жестырев) – perkusja
- Jurij Chepyzhev (ros. Юрий Чепыжё) – klawisze
- I inni

## Dyskografia[3]

### Kasety
- 1982 – Maskarad (ros. Маскарад)
- 1983 – Kolcewaja doroga (ros. Кольцевая дорога)
- 1984 – Rak na gorie (ros. Рак на горе)
- 1985 – Bukaszki (ros. Букашки)

### Winyle
- 1986 – Rubikon (ros. Рубикон)
- 1986 – Paru poddaj! (ros. Пару поддай!) - EP
- 1986 – Niet golosa (ros. Нет голоса) - SP
- 1988 – Czur menja! (ros. Чур меня!)

### Dystrybucja cyfrowa
- 2015 – Nawsegda (ros. Навсегда) - składanka[4]